# Municipio de Oak Forest
El municipio de Oak Forest (en inglés: Oak Forest Township) es un municipio ubicado en el condado de Lee en el estado estadounidense de Arkansas. En el año 2010 tenía una población de 350 habitantes y una densidad poblacional de 3,8 personas por km².

## Geografía
El municipio de Oak Forest se encuentra ubicado en las coordenadas 34°47′00″N 90°53′24″O / 34.78333, -90.89000. Según la Oficina del Censo de los Estados Unidos, el municipio tiene una superficie total de 92.21 km², de la cual 92,21 km² corresponden a tierra firme y (0 %) 0 km² es agua.

## Demografía
Según el censo de 2010, había 350 personas residiendo en el municipio de Oak Forest. La densidad de población era de 3,8 hab./km². De los 350 habitantes, el municipio de Oak Forest estaba compuesto por el 36 % blancos, el 60,86 % eran afroamericanos, el 0,57 % eran amerindios, el 2,29 % eran de otras razas y el 0,29 % eran de una mezcla de razas. Del total de la población el 2,29 % eran hispanos o latinos de cualquier raza.